# Vevelstad
Vevelstad é uma comuna da Noruega, com 530 km² de área e 525 habitantes (censo de 2004).         